# American Soccer League 1927-1928
Il Campionato dell'American Soccer League 1927-28 fu il settimo campionato della lega e il 28º di prima divisione statunitense di calcio.

## Squadre
Dopo tre anni nella lega gli Indiana Flooring cambiano proprietario, acquistati da Charles Stoneham (già proprietario della squadra di baseball dei New York Giants) che rinomina la società New York Nationals. Dopo un solo anno i Springfield Babes lasciano la lega per far posto ai Hartford Americans.
| Stato         | Squadra             | Città/Area        |
| ------------- | ------------------- | ----------------- |
| Massachusetts | Boston S.C.         | Boston            |
| Massachusetts | N. Bedford Whalers  | New Bedford       |
| Massachusetts | Fall River          | Fall River        |
| New York      | Brooklyn Wanderers  | Brooklyn-New York |
| New York      | N.Y. Giants         | New York          |
| New York      | New York Nationals  | New York          |
| Rhode Island  | Providence F.C.     | Providence        |
| Rhode Island  | J&P Coats           | Pawtucket         |
| New Jersey    | Newark Skeeters     | Newark            |
| Pennsylvania  | Bethlehem Steel     | Bethlehem         |
| Pennsylvania  | Philadelphia Celtic | Philadelphia      |
| Connecticut   | Hartford Americans  | Hartford          |

## Campionato

### Formula
Alla fine della stagione regolare divisa in un campionato di andata ed in uno di ritorno, le prime quattro squadre classificate al termine di ogni girone sarebbero passate ai play-off.

### Girone di andata
|    | Squadra             | G  | V  | N | P  | GF | GS | Pt | Per. |
| -- | ------------------- | -- | -- | - | -- | -- | -- | -- | ---- |
| 1  | Boston S.C.         | 29 | 18 | 7 | 4  | 65 | 36 | 43 | .741 |
| 2  | N. Bedford Whalers  | 29 | 17 | 7 | 5  | 68 | 45 | 41 | .706 |
| 3  | Bethlehem Steel     | 29 | 18 | 5 | 6  | 70 | 49 | 41 | .706 |
| 4  | Brooklyn Wanderers  | 29 | 13 | 9 | 7  | 68 | 50 | 35 | .603 |
| 5  | Fall River          | 31 | 14 | 6 | 11 | 75 | 58 | 34 | .548 |
| 6  | N.Y. Giants         | 30 | 13 | 6 | 11 | 73 | 57 | 32 | .533 |
| 7  | Providence F.C.     | 30 | 9  | 8 | 13 | 47 | 59 | 26 | .433 |
| 8  | J&P Coats           | 32 | 6  | 7 | 19 | 39 | 66 | 19 | .297 |
| 9  | Newark Skeeters     | 30 | 7  | 3 | 20 | 46 | 77 | 17 | .283 |
| 10 | New York Nationals  | 30 | 7  | 3 | 20 | 41 | 77 | 17 | .283 |
| 11 | Hartford Americans  | 11 | 4  | 2 | 5  | 14 | 14 | 10 | .454 |
| 12 | Philadelphia Celtic | 10 | 2  | 1 | 7  | 17 | 35 | 5  | .222 |

### Girone di ritorno
|    | Squadra            | G  | V  | N | P  | GF | GS | Pt | Per. |
| -- | ------------------ | -- | -- | - | -- | -- | -- | -- | ---- |
| 1  | N. Bedford Whalers | 25 | 13 | 8 | 4  | 52 | 31 | 34 | .680 |
| 2  | Fall River         | 26 | 15 | 5 | 6  | 55 | 30 | 35 | .673 |
| 3  | New York Nationals | 24 | 10 | 8 | 6  | 39 | 35 | 28 | .583 |
| 4  | Bethlehem Steel    | 23 | 10 | 6 | 7  | 43 | 31 | 26 | .565 |
| 5  | Boston S.C.        | 22 | 19 | 6 | 7  | 41 | 34 | 27 | .545 |
| 6  | Providence F.C.    | 26 | 11 | 5 | 10 | 41 | 46 | 27 | .519 |
| 7  | N.Y. Giants        | 23 | 11 | 3 | 12 | 53 | 50 | 25 | .481 |
| 8  | Brooklyn Wanderers | 25 | 9  | 3 | 13 | 39 | 52 | 21 | .420 |
| 9  | J&P Coats          | 20 | 3  | 3 | 14 | 30 | 54 | 9  | .225 |
| 10 | Newark Skeeters    | 17 | 2  | 1 | 14 | 18 | 46 | 5  | .147 |

### Playoff

#### Spareggio
| Squadra 1          | Totale | Squadra 2       | Andata | Ritorno |
| ------------------ | ------ | --------------- | ------ | ------- |
| N. Bedford Whalers | 2-0    | Bethlehem Steel | 2-0    | 0-0     |

#### Primo turno
| Squadra 1       | Totale | Squadra 2          | Andata | Ritorno |
| --------------- | ------ | ------------------ | ------ | ------- |
| Bethlehem Steel | 6-1    | New York Nationals | 2-1    | 4-0     |

#### Semifinali
| Squadra 1          | Totale | Squadra 2       | Andata | Ritorno |
| ------------------ | ------ | --------------- | ------ | ------- |
| Boston S.C.        | 3-1    | Bethlehem Steel | 3-1    | 0-4     |
| N. Bedford Whalers | 3-2    | Fall River      | 3-1    | 0-1     |

#### Finale
| Arbitro: | R. Bethune |

|                               |           |                                         |
| Nicolas Stewart Bill Paterson | Marcatori | Johnny Ballantyne Barney Battaglie, Jr. |

#### Verdetti
Boston S.C. Campione degli Stati Uniti 1927-1928